# When Hearts Are Trumps (film 1912)
When Hearts Are Trumps è un cortometraggio muto del 1912 diretto da Al Christie.

## Produzione
Il film fu prodotto dalla Nestor Film Company.

## Distribuzione
Distribuito dall'Universal Film Manufacturing Company, il film - un cortometraggio di una bobina - uscì nelle sale cinematografiche USA il 1º luglio 1912.